# Rothnaußlitz
Rothnaußlitz (obersorbisch Čerwjene Noslicy) ist ein Dorf im Südwesten des ostsächsischen Landkreises Bautzen. Es zählt zur Oberlausitz und gehört seit 1994 zur Gemeinde Demitz-Thumitz. Zuvor war es eine eigenständige Gemeinde mit den Ortsteilen Cannewitz, Karlsdorf (früher Carlsdorf) und Pottschapplitz.

## Geografie
Der Hauptteil von Rothnaußlitz befindet sich südlich der Staatsstraße 111 (ehemals B6) in der Nähe des Rittergutes. Die restlichen Gebäude befinden sich entlang der S111 und an der Straße nach Cannewitz. Der Ort liegt zwischen dem Silberbach und dem Schwarzwasser. Der Silberbach streift die Ortsgrenze nördlich zu Cannewitz und fließt in Richtung Spittwitz. Das Schwarzwasser fließt direkt durch den südlichen Teil des Ortes an dem Rittergut vorbei, ebenfalls in Richtung Spittwitz, wo es den Silberbach in sich aufnimmt.

## Geschichte

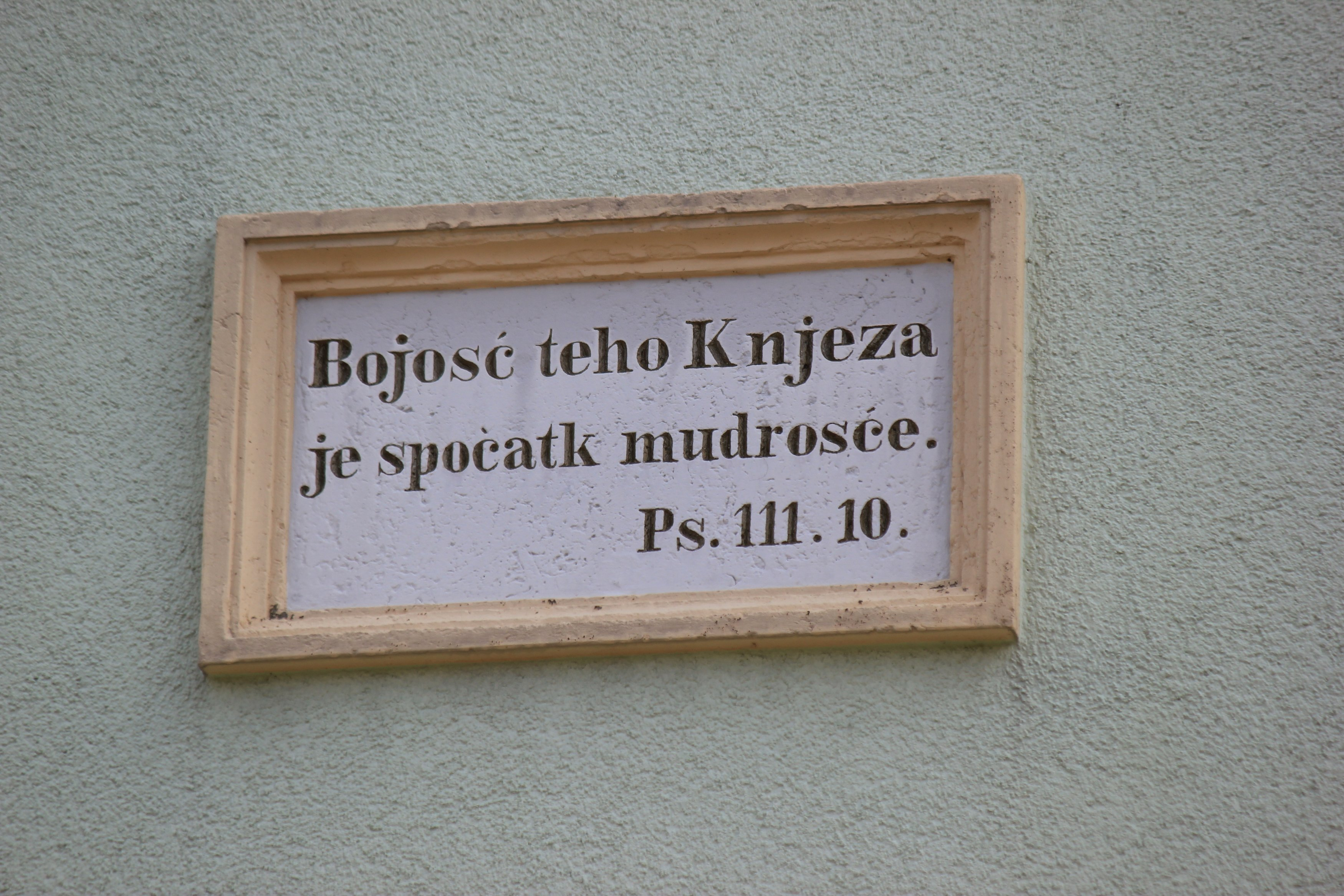
Tafel mit sorbischer Inschrift an der ehemaligen Rothnaußlitzer Schule

Der Ort wurde 1352 erstmals als Herrensitz Nussedlicz, später auch als Nusedelitz erwähnt. Der Name ist eine sorbisch-deutsche Mischform mit der Bedeutung „Neue Siedlung“ (modernes Sorbisch: Nowe sydlišćo). Zur Unterscheidung von anderen Orten des Namens „Naußlitz“ taucht im 17. Jahrhundert das Präfix „Roth-“ auf, während die anderen Orte heute als „Schwarz-“ und „Weißnaußlitz“ bezeichnet werden. Das Rittergut blieb im Ort ansässig und übte die Grundherrschaft aus.
Noch bis ins 20. Jahrhundert hinein war Rothnaußlitz ein sorbisch geprägtes Dorf. Der Wissenschaftler Arnošt Muka zählte 1884/85 im Ort 221 Einwohner, von denen 197 Sorben waren. Der Sprachwechsel zum Deutschen erfolgte überwiegend in der ersten Hälfte des 20. Jahrhunderts. So ermittelte Ernst Tschernik 1956 einen sorbischsprachigen Bevölkerungsanteil von nur noch 7,1 %.